# Národní dopravní informační centrum

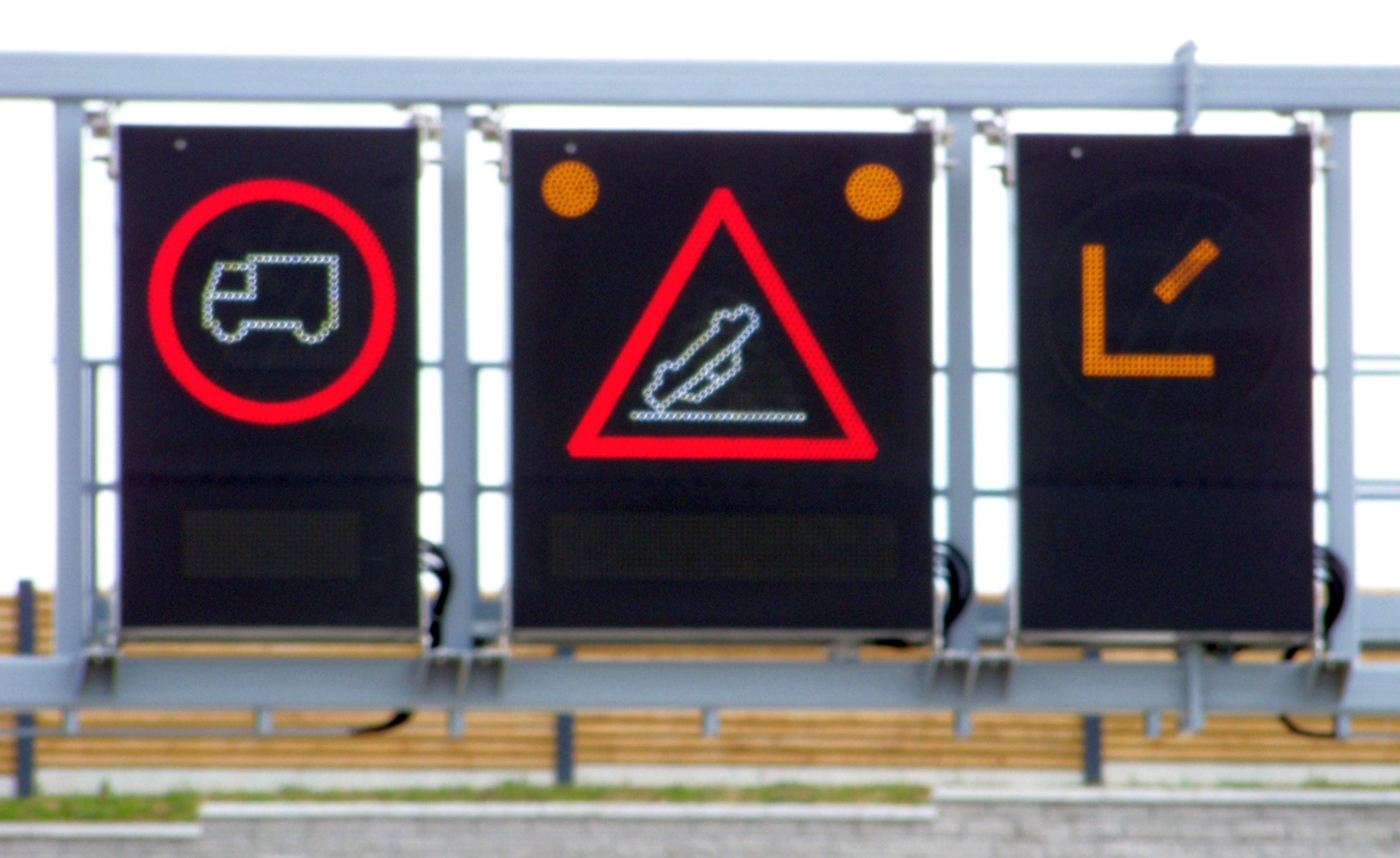
Proměnné dopravní značení - informace jsou ihned přeneseny do NDIC

Národní dopravní informační centrum, též označované jako Národní dopravní informační a řídicí centrum (NDIC) je centrální operační pracoviště s nepřetržitým provozem pro správu Jednotného systému dopravních informací pro ČR (JSDI), tedy pro sběr, třídění a ověřování dopravních informací týkajících se silniční dopravy. Je informačním centrem, které pracovává informace z desítek různých zdrojů a šíří je pak skrze dopravní zpravodajství radií a televizí, online mapové aplikace, systém RDS-TMC a také na žádost všem partnerům, kteří mohou implementovat informace do svých aplikací. Cílem NDIC je sledovat vývoj dopravní situace a aktualizovat a ověřovat data a distribuovat dopravní informace k řidičům. Provozuje jej na základě rozhodnutí vlády ČR č. 590 ze dne 18. května 2005 s odvoláním na § 124 odst. 3 zákona č. 361/2000 Sb., Ředitelství silnic a dálnic. Prováděcím předpisem je vyhláška ministerstva dopravy č. 3/2007 Sb., o celostátním dopravním informačním systému. NDIC bylo založeno za účelem organizování distribuce dopravních informací ze silnic na celém území ČR. Ministerstvo nebo jím pověřená osoba je povinna zveřejňovat dopravní informace způsobem umožňujícím dálkový přístup, včetně zveřejnění na Portálu veřejné správy, a pro informační systémy poskytovatelů informací a orgánů veřejné správy také prostřednictvím referenčního datového rozhraní.
NDIC zahájilo činnost 1. listopadu 2005. Prostory nového pracoviště v nově postavené budově SSÚD Ostrava byly otevřeny 11. září 2008. Činnost NDIC je součástí Silniční databanky, která sídlí na adrese Slovenská 1142/7, Ostrava-Přívoz.

## Zdroje informací pro NDIC

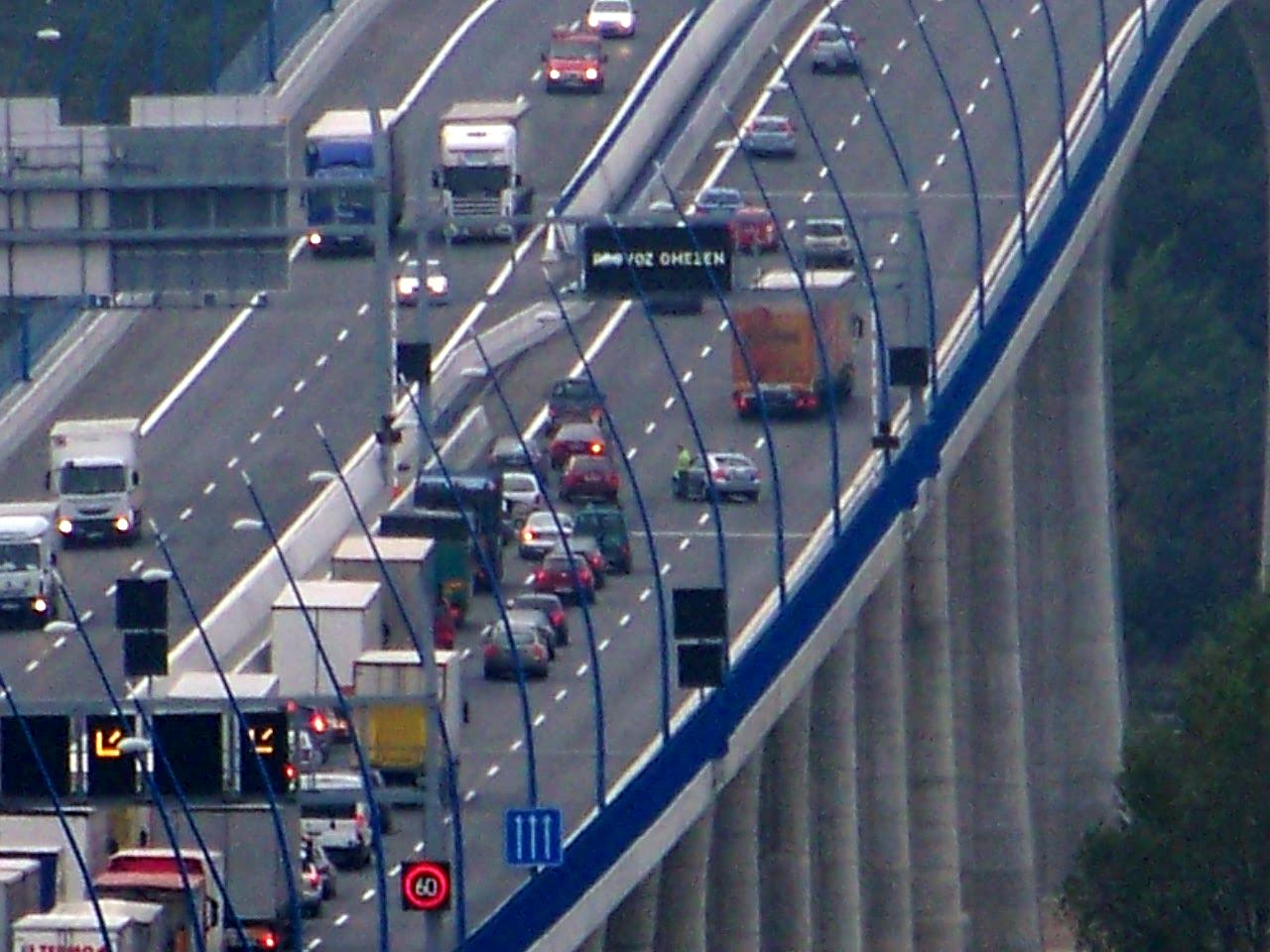
Informace z telematického systému Pražského okruhu jsou ihned zpracovány, vyhodnoceny a řidiči jsou informování prostřednictvím dopravního zpravodajství

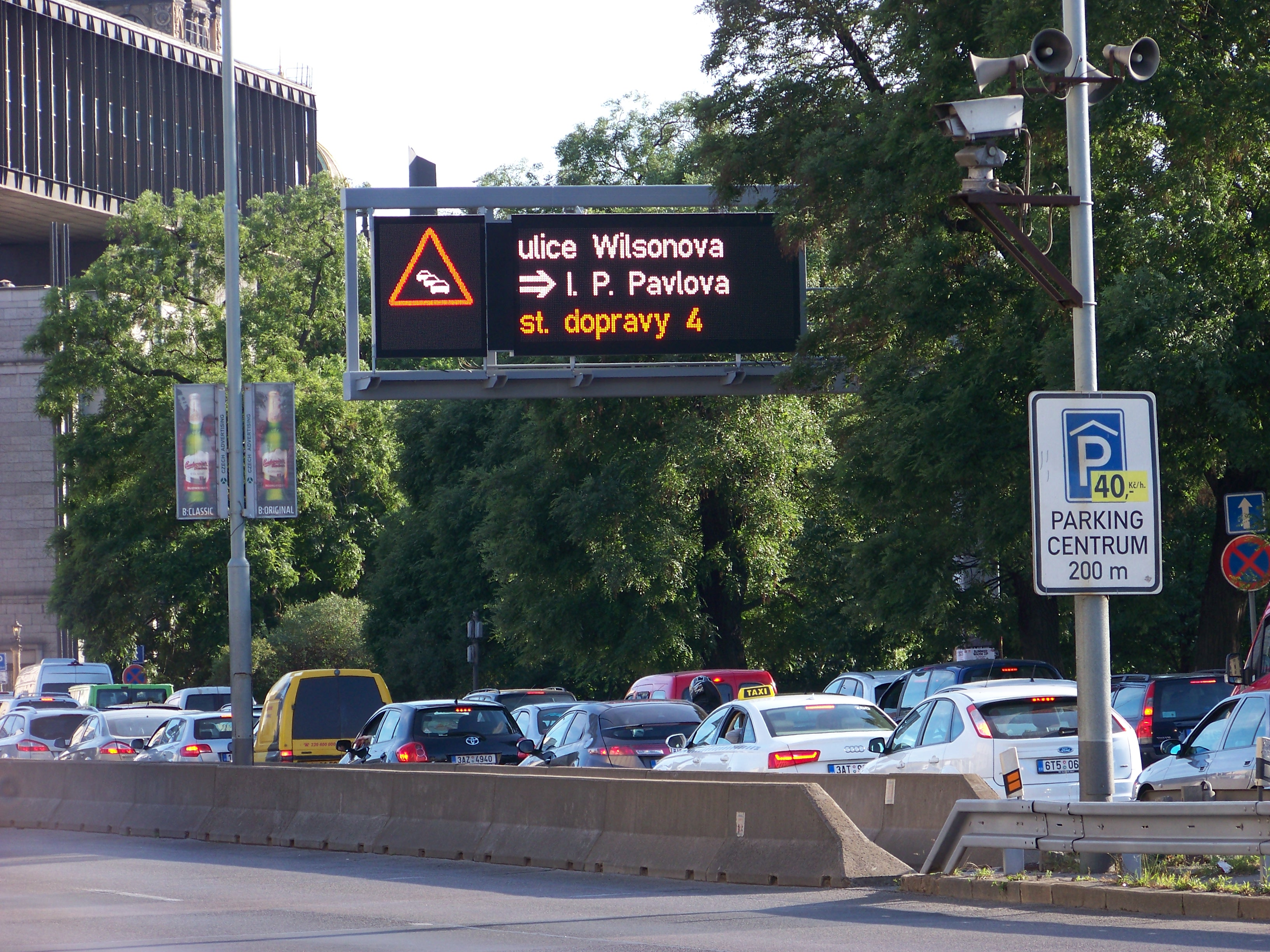
Informace o stupni provozu na Wilsonově ulici v Praze

Předmětem přijímaných informací jsou například nehody, uzavírky, požáry vozidel, poruchy signalizačního zařízení, stav sjízdnosti a počasí.
Zdroji informací pro NDIC jsou například:
- Složky Integrovaného záchranného systému (IZS): Policie ČR, Hasičský záchranný sbor, zdravotnická záchranná služba
- Správci komunikací všech kategorií, střediska technické údržby
- Silniční správní úřady všech úrovní
- Obecní a městské policie
- Celní správa
- Český hydrometeorologický ústav
- Vlastníci, správci a provozovatelé inženýrských sítí
- Přepravci nadměrných a nebezpečných nákladů

Napojeny jsou tyto telematické systémy:
- Dohledový kamerový systém - více než 230 kamer
- Detekce intenzity dopravy - cca 200 detektorů
- Systém sčítání dopravy, detekce kolon a sledování dopravního proudu
- Detekce jízdy vozidel v protisměru
- Silniční meteorologický systém - cca 275 meteohlásek
- Systém elektronického mýta
- Systém liniového řízení provozu SOKP
- Řídicí systémy tunelů
- Dopravních informační centra měst

## Výstup informací
- dopravní portál http://www.dopravniinfo.cz Archivováno 23. 1. 2019 na Wayback Machine. (v roce 2011 bylo z NDIC na dopravní portál odesláno celkem 3 129 124 zpráv)[3]
- začátkem roku 2012 operátoři NDIC ovládali cca 100 informačních portálů na dálnicích a rychlostních silnicích[3]